# Afkoelingswet van Newton
De afkoelingswet van Newton (soms afkoelwet genoemd) stelt dat de warmtestroom van een voorwerp naar de omgeving recht evenredig is met het temperatuurverschil tussen dat voorwerp en de omgeving. Deze evenredigheid gaat bij benadering op voor convectieve warmteoverdracht, met name voor gedwongen convectie. De wet wordt ook wel gebruikt voor stralingswarmteoverdracht⁣, maar daarbij dient opgemerkt te worden dat de evenredigheidsconstante een grote temperatuurafhankelijkheid heeft.
Wanneer verder nog wordt aangenomen dat warmtetransport binnen het lichaam snel verloopt ten opzichte van de warmteoverdracht, dat wil zeggen een laag getal van Biot, en een warmtecapaciteit die niet afhankelijk is van de temperatuur wordt de oorspronkelijke formulering van Newton verkregen die stelt dat de snelheid van temperatuurverandering van een voorwerp evenredig is met het temperatuurverschil tussen dat object en de omgeving.

## Geschiedenis
De wet is eerst anoniem gepubliceerd door Newton in 1701

## Wiskundige formulering van de afkoelingswet
Tegenwoordig wordt de afkoelingswet in formulevorm geschreven als:
{\displaystyle Q=hA(T(t)-T_{\text{omg}})=hA\Delta T(t)},
waarin 
{\displaystyle Q} de warmtestroom (in W),
{\displaystyle A} de grootte van het warmteuitwisselende oppervlak (in m²),
{\displaystyle h} de warmteoverdrachtscoëfficiënt (in W/m²K) en
{\displaystyle T} de temperatuur (in K).
Als differentiaalvergelijking luidt de wet als volgt:
{\displaystyle C{\frac {\mathrm {d} T}{\mathrm {d} t}}=hA(T_{\text{omg}}-T(t))},
waarin:
{\displaystyle t} de tijd (in s)
{\displaystyle C} de warmtecapaciteit van het afkoelende voorwerp (in J/K)
Uit deze laatste formulering volgt dan voor de temperatuur van het voorwerp op tijd {\displaystyle t}
{\displaystyle T(t)=T_{\text{omg}}+(T(0)-T_{\text{omg}})e^{-t/\tau }},
waarin:
{\displaystyle T(0)} de begintemperatuur van het voorwerp
{\displaystyle \tau ={\frac {C}{hA}}}